# Anne Stella Fomumbod
Anne Stella Fomumbod (Camerún, 1962) es una activista camerunesa por los derechos de las mujeres. Es la fundadora y directora ejecutiva de la Fundación Interfaith Vision de Camerún (IVFCam) y la promotora de la Carta Metta sobre la Viudedad, que ha propiciado avances significativos en los derechos humanos de las viudas en su país.

## Trayectoria
En 1999, Fomumbod creó la Fundación Interfaith Vision de Camerún (IVFCam).  La organización originalmente se llamaba Aid International Christian Women of Vision (AI-ChrisWOV), pero el nombre se cambió en enero de 2008 tras una consulta y valoración patrocinada por la organización Voluntary Service Overseas, que destacó la necesidad de abarcar todas las religiones.
IVF Cam es una organización benéfica no gubernamental sin fines de lucro y ha trabajado con el Consejo Económico y Social de las Naciones Unidas desde 2013.  Centra sus esfuerzos en ayudar a los desfavorecidos,  especialmente jóvenes viudas, huérfanos y personas con VIH y SIDA.
Fomumbod ha "trabajado con 53 consejos de aldea para promover los derechos de las mujeres y la inclusión de más mujeres en los consejos locales". Es sobre todo conocida por crear y obtener el apoyo del gobierno para la Carta Metta sobre la Viudedad, una novedad en Camerún, que ha permitido avances significativos en los derechos humanos de las viudas.
Fomumbod recibió el Premio a la Excelencia del gobierno de Camerún.

## Reconocimientos
En 2004, Fomumbod recibió el Premio Nacional para el Adelanto de la Mujer. En 2010, recibió el Prize for Women's Creativity in Rural Life (Premio a la Creatividad de las Mujeres en la Vida Rural) de la Women's World Summit Foundation's (Fundación Cumbre Mundial de Mujeres). 
En 2013, Fomumbod fue una de las 100 Women de la BBC. 